# 罗马尼亚历史
罗马尼亚是南欧一个国家。本条目叙述罗马尼亚历史。

## 史前
2002年，罗马尼亚发掘出34950年前的具有尼安德特人特徵的现代人类。
新石器時代文化有温查文化：遺址靠近蒂米什河，最古老的文化層可追溯至公元前五千年，已出土房屋遺址
盖塔人是罗马尼亚最早书面记载的居民，出现在希罗多德的偉大史學著作：《歷史》

## 達契亞
罗马尼亚的淵源最早可以回溯到公元106年時，罗马尼亚的祖先为達契亞人，是色雷斯人的一支。
前5世紀，希罗多德記述居住在特蘭西瓦尼亞的阿格瑟西。前4世紀，出現在雅典的奴隸市場，後與希臘人通商，使用希臘貨幣，操色雷斯方言，文字受相鄰的西徐亚人和前4世紀入侵的凯尔特人的影響。前2世紀，該地區曾存在過一個由國王奧洛雷斯（Oroles）統治的達契亞王國。

## 達契亞王國（前168－106年）
前1世纪，布雷比斯塔逐漸將達契亞人和盖塔人的部落聯合起來，建立第一个中央集权的奴隶制王國达契亚。逐漸壯大的達契亞對羅馬的邊境構成威脅，以至於凯撒也制定征服達契亞的計劃。在布雷比斯塔（Burebista）的統治下，達契亞王國擴張到其頂峰。現在組成特蘭西瓦尼亞的地區曾經是达基亚王國的政治中心。前44年，布雷比斯塔遇刺身亡，達契亞王國陷入分裂，征服達契亞的計劃被推遲，雙方的相對和平持續100多年。
在奥古斯都任內，達契亞人經常被提及，他們自稱被迫承認罗马人的統治。然而他們從未屈服，抓住每一次機會在冬天穿過封凍的多瑙河，劫掠新近占領的羅馬行省摩西亞中的羅馬城市。達契亞人在今日的胡內多阿拉附近建立一些重要的堡壘城市，其中包括薩米澤蓋圖薩（Sarmizegetusa）。
羅馬在巴尔干半岛的擴張引起達契亞人和羅馬之間的衝突。在德凯巴鲁斯統治時期，達契亞人捲入與羅馬人的數次戰爭。

## 达契亚战争
85年，達契亞威脅到默西亞行省的邊境安全。86年，图密善進攻達契亞，在兩次重大的反擊之後，羅馬人佔上風，卻由於被馬科曼尼擊敗及受到德凱巴魯斯頑強抵抗而失敗。最終簽署和平協議，達契亞人獲得獨立，卻必須每年向羅馬皇帝進貢。
圖拉真上台後，再次發動對達契亞征服的戰爭，包圍達契亞首都薩米澤蓋圖薩，並占領達契亞的部分領土。雖然取得一些勝利，但是無法完全征服，最後簽訂和平條約。德塞巴魯斯被保留作羅馬攝政之下的傀儡國王。三年之後，達契亞人叛亂並摧毀部署在達契亞的羅馬軍隊。105年，圖拉真發動戰爭。106年，圖拉真打敗达契亚，德塞巴魯斯自殺，將此地納入帝國，轉化成達契亞-圖拉真納（Dacia Trajana），分為上達契亞和下達契亞，相當於今特兰西瓦尼亚和瓦拉几亚。達契亞戰爭的歷史由卡西乌斯·狄奥記錄，但最好的傳記是在罗马城著名图拉真柱上。
羅馬開採在西喀爾巴阡山脈中大量發現豐富的黃金和白銀礦床，帶回165,500公斤黃金和331,000公斤白銀。羅馬由此戰直接取獲極為豐厚的戰利品。圖拉真為紀念征服達契亞，還立图拉真柱以示紀念。

## 達契亞行省（106年－275年）
羅馬在該省殖民，開始羅馬化時期，並誕生原始羅馬尼亞語。
159年，安東尼·庇護將此地重新劃分為三個省，統歸一個執政官管轄。168年，馬可·奧里略將三省合為一個軍區。
240年-256年，哥特人入侵。271年，因三世紀危機，羅馬開始被迫撤離。275年，羅馬完全放棄此地。

## 中世纪早期
哥特人與當地人統治達契亞直到4世紀。4世紀時，君士坦丁在達契亞重建統治，但很快便再度放棄。
5世紀到6世紀，东罗马帝国對瓦拉幾亞施加影響。斯拉夫人占據瓦拉幾亞的多瑙河沿岸。6世紀末到7世紀，斯拉夫人定居在此，佔據多瑙河南岸。681年，保加利亞帝國成立，並控制瓦拉幾亞和摩爾達維亞。在保加利亚统治下的罗马尼亚人逐渐信仰东正教，之后成为这一地区的传统宗教。
斯拉夫人統治特蘭西瓦尼亞直到8世紀。

## 中世纪后期
10世紀，在东罗马對保加利亞開戰後，保加利亞帝國迅速衰落，瓦拉幾亞先後落入佩切涅格人與突厥人的手中。
8世紀至12世纪，一支来自中亚草原的突厥部落佩切涅格人在占据黑海以北的草原。10世纪，开始控制顿河和多瑙河下游地区。11世紀至12世纪，钦察人控制现今哈萨克斯坦、俄罗斯南部、乌克兰至摩尔达维亚南部和瓦拉几亚西部的广袤土地。
10世紀末，匈牙利人征服特蘭西瓦尼亞。11世纪，今特兰西瓦尼亚地区成为匈牙利王国内部的一个大的自治区。匈牙利国王邀请萨克森人在此定居以填充这个稀疏人口地区。1081年，南鲁塞尼亚的库曼人將瓦拉幾亞的其他勢力驅逐，成為統治者。
13世紀晚期，羅馬尼亞貴族在瓦拉幾亞權勢的增長。1290年-1292年，根據歷史記錄推測，瓦拉幾亞的建國者內格魯大公在這之間完成建國。
羅馬尼亞語原文使用「descălecat」（字面意思是「下馬」）形容這一事件。關於內格魯大公的「下馬」，目前存在不同的觀點。有說法認為內格魯大公將瓦拉幾亞各地的羅馬尼亞貴族整合，統一國家。也有說法認為內格魯大公建立瓦拉幾亞不過是一個後世編造的傳說。
1241年，鲁塞尼亚的库曼人在瓦拉幾亞的統治終結，蒙古人拔都汗領兵西侵將庫曼人擊敗，並且可能曾在瓦拉幾亞建立起統治。1242年，因內部事務而撤軍。1247年，在完成對特兰西瓦尼亚的征服後，匈牙利国王繼續向東擴張，並許諾將沃爾沃達立托維與塞奈斯落等地留給羅馬尼亞人。此後幾十年裡，瓦拉幾亞可能曾由匈牙利與保加利亞統治過。而相對軟弱的匈牙利王國使瓦拉幾亞的貴族勢力逐漸坐大，為瓦拉幾亞的獨立建國埋下種子。
在中古時代此地區包括有瓦拉几亚，摩達維亞，與特兰西瓦尼亚三個獨立的公國。
1330年，瓦拉幾亞在波薩達之戰中取得關鍵性軍事勝利，擊退匈牙利王國的入侵，成為獨立的大公國，標誌着瓦拉幾亞的正式獨立。
瓦拉幾亞獨立後，曾就特蘭西瓦尼亞的領土糾紛與匈牙利王國產生摩擦甚至爆發戰爭，但最後瓦拉幾亞未能在特蘭西瓦尼亞建立統治。在瓦拉幾亞獲得獨立後，發源於小亞細亞、信仰伊斯兰教的突厥人國家鄂圖曼帝国逐漸成為瓦拉幾亞的威脅。
14世纪，独立的瓦拉几亚和鄂圖曼帝国接壤。14世紀末期，瓦拉幾亞曾多次與鄂圖曼帝國爆發軍事衝突。1394年，米尔恰一世在位時期，瓦拉幾亞曾一度與匈牙利一起擊退入侵的鄂圖曼人。
1417年，經過數次戰爭，鄂圖曼帝國最終擊潰瓦拉幾亞，迫使瓦拉幾亞承認鄂圖曼的宗主權，成為鄂圖曼的附庸國並向其納貢。不過瓦拉幾亞並未就此徹底臣服於鄂圖曼帝國，其後數百年瓦拉幾亞曾多次反抗宗主鄂圖曼帝國。1421年，摩尔达维亚公国趁米爾恰一世逝世奪取瓦拉幾亞的基里亞要塞。
1448年，弗拉德三世曾趁弗拉迪斯拉夫二世忙於對土戰爭時通過政變奪取瓦拉幾亞大公之位，但很快便被班師回國的弗拉迪斯拉夫二世趕下台。1456年，弗拉德三世再次抓住機會奪取瓦拉幾亞大公之位。
15世紀中葉，統治瓦拉幾亞的「穿刺公」弗拉德三世因其殘酷對待鄂圖曼侵略者的手段而知名。弗拉德三世是一個爭議性的人物，既被視為瓦拉幾亞的英雄和國土保衛者，但也因殘忍的手段而遭受詬病。曾一次將數千名鄂圖曼帝國的俘虜以穿刺的手法殘忍處死。因這一事跡，弗拉德三世被人稱為「穿刺公」。弗拉德三世不僅以殘忍的手段對待戰俘，對內也採取高壓政策、常使用酷刑鎮壓反對者。正因如此，弗拉德三世成為後世吸血鬼傳說的素材。1461年，弗拉德三世因為拒絕向鄂圖曼帝國繳納年貢而招致帝國的入侵。
1462年，敗給入侵的鄂圖曼軍並被再次趕下台，逃到匈牙利治下的特蘭西瓦尼亞的弗拉德三世很快被匈牙利方面扣押。1476年，匈牙利支持他成為瓦拉幾亞大公，並幫助他重返瓦拉幾亞，但弗拉德三世很快就再次輸給鄂圖曼帝國、遭受兵敗身亡的命運。
弗拉德三世死後，鄂圖曼帝國對瓦拉幾亞的控制逐步加強，瓦拉幾亞大公不再由當地貴族選擇，而是由鄂圖曼蘇丹欽定，蘇丹常常利用這一點防止統治者在當地建立威信。
此外，為給鄂圖曼帝國繳納足夠的年貢，對農民的課稅也增長很多，部分農民因為無法繳納沉重賦稅而不得不賣掉土地與耕牛，淪為农奴。
雖然鄂圖曼帝國成功在穿刺公弗拉德三世死後逐步加強對瓦拉幾亞的控制，但隨鄂圖曼帝國的衰落，帝國對瓦拉幾亞的控制又逐步衰弱。16世紀上半葉，鄂圖曼帝國甚至曾一度軍事占領瓦拉幾亞，並計劃將其改為直屬地區，瓦拉幾亞最後與帝國和解，但自此以後需要向鄂圖曼帝國支付更加高昂的年貢。

## 近代
1514年，整个巴尔干半岛和大部分匈牙利成为奥斯曼帝国的省份。摩尔多瓦、瓦拉几亚和特兰西瓦尼亚受到奥斯曼帝国控制，但保留完整的内部自治权。
17世纪，被奥斯曼逐步的控制。
1526年，匈牙利國王雅盖洛王朝的拉約什二世在第一次摩哈赤战役中被奥斯曼帝国擊敗陣亡。
特蘭西瓦尼亞總督约翰·扎波利亚乘機利用其軍事力量，成為匈牙利民族主義者的首領，反對由奥地利大公費迪南德（即後來的神圣罗马帝国皇帝斐迪南一世）繼承匈牙利王位。約翰一世被推舉為匈牙利國王，而其它人卻認可費迪南德的統治。在追求認可的鬥爭中，扎波利亞得到蘇萊曼一世蘇丹的支持。1540年，扎波利亞死後，蘇丹假託保護扎波利亞之子約翰二世的名義控制匈牙利中部。
特蘭西瓦尼亞擺脫羅馬天主教會的宗教控制，允許新教路德宗和加爾文宗教會在境內發展。
1563年，喬吉奧·布蘭德拉塔被任命為宮廷醫師，狂熱的宗教思想極大地影響年輕的國王約翰二世和加爾文主教弗朗西斯·大衛，使他們皈依一神論派。在一場正式的公開辯論中，弗朗西斯·大衛駁倒加爾文派的彼得·墨利烏斯。1568年，土達法令誕生，正式闡述個人宗教信仰表達的自由（這也是基督教統治下歐洲的第一個宗教自由的合法保證）。
1571年，約翰二世去世後，百瑟利家族掌權。並作為土耳其帝國的親王統治特蘭西瓦尼亞至1602年，其間也曾簡短地受哈布斯堡的控制。
年輕的匈牙利天主教徒斯特凡·巴托里許諾捍衛土達法令，保障宗教自由，但卻更加理性地看待這一職責。後來成為波蘭的史蒂芬國王（1576-1586年在位）。百瑟利統治的後期特蘭西瓦尼亞出現四方名的衝突，包括特蘭斯瓦尼亞人，奧地利人，土耳其人和瓦拉奇亞公國大公勇敢者米哈伊。
1594年到1598年，米哈伊多次贏得對鄂圖曼帝國戰役的勝利，1595年，在卡魯格萊尼（Călugăreni）對鄂圖曼帝國的大勝更是為他贏得「勇敢的米哈伊」的稱號。1598年，最終，帝國不得不作出讓步，承認瓦拉幾亞的獨立。
特兰西瓦尼亚國王在同年宣布退位並將權力移交給勇敢的米哈伊，但在哈布斯堡家族的威脅下，勇敢的米哈伊不得不接受哈布斯堡王朝的宗主地位。
16世紀末，米哈伊即位時，哈布斯堡王朝正計劃組織一次對土戰爭，在神聖羅馬帝國皇帝魯道夫二世的邀請下，米哈伊決定加入反對鄂圖曼帝國的聯合。
1599年，安德魯·百瑟利在塞里巴戰役中被米哈伊的軍隊擊敗，米哈伊控制特蘭西瓦尼亞。安德魯·百瑟利則被那些希望藉助米哈伊幫助重新獲得昔日特權的貴族殺害。1600年5月，米哈伊控制摩尔多瓦，從而統一瓦拉奇亞、摩爾多瓦和特蘭西瓦尼亞這三個構成當今羅馬尼亞主要部分的公國，然而統一並未持續下去。不過統一並未維持太久。在貴族的壓力下，米哈伊仍維持對農民的高壓政策，作為一個「外來」的統治者，也不受摩爾達維亞等地的貴族的歡迎。
1601年8月，奧地利的將軍喬吉奧·巴斯塔命令瓦龍僱傭兵暗殺米哈依。米哈伊去世，瓦拉幾亞本土很快就在摩爾達維亞大貴族戰爭中被波蘭與摩爾達維亞聯軍占領。最後，短暫的聯合分崩離析，瓦拉幾亞和摩爾達維亞重新成為鄂圖曼的附庸國。
1604年，喬吉奧·巴斯塔征服特蘭西瓦尼亞，開始恐怖統治。把土地分給貴族，試圖將人口日耳曼化，並通過反宗教改革重新確立天主教教義的權威。1604年至1606年，比哈爾郡的要人加爾文教徒史蒂芬·伯茨凱成功地領導一場對奧地利人統治的叛亂。1603年4月5日，伯茨凱被選為特蘭西瓦尼亞大公，兩個月後成為匈牙利大公。6月23日，通過《維也納和約》，伯茨凱獲得宗教和政治自治，得到對所有被沒受財產的賠償，廢除所有「不公正的」判決，並完全特赦所有匈牙利皇室成員。11月，在奧地利皇帝和土耳其帝國蘇丹之間的談判導致《茨特瓦特洛克休戰協定》。12月29日，伯茨凱逝世。
在伯茨凱繼承者的統治下，特蘭西瓦尼亞迎來黃金時代，尤其是在加布里埃爾·百瑟倫和喬治一世萊考茨治下。加布里埃爾·百瑟倫（1613-1629年在位）終身反對奧地利皇帝壓迫或迫害他的臣民，並由於支持新教事業而在海外享有盛名。發動三次對皇帝的戰爭，其中兩次自稱匈牙利國王。
1621年12月31日，通過《尼科爾斯堡和約》，為新教徒贏得《維也納條約》的確認，獲取匈牙利北部的七個郡。1645年9月16日，喬治一世萊考茨通過《林茨和約》，奧地利皇帝被迫再次確認《維也納和約》的條款。這是匈牙利新教在政治上的最後一次勝利。加布里埃爾·百瑟倫和喬治一世萊考茨在教育和文化方面成績顯着。
他們耗費巨資修建首都居拉菲埃瓦（阿爾巴尤利亞），這座城市成為东欧新教的主要堡壘。在這段期間，特蘭西瓦尼亞也是歐洲少數羅馬天主教徒、加爾文教徒、路德教徒和一神論徒能夠和諧相處的國家之一，然而羅馬尼亞東正教徒卻被剝奪平等的權利。儘管羅馬尼亞希臘天主教主教因諾琴提·米庫-柯蘭的一再努力，政府仍然不同意給與同皈依天主教的羅馬尼亞人同等的國家地位。
1657年，黄金时代結束。1月，喬治二世萊考茨（1648-1660年在位，或稱喬治二世·拉科齊，喬治一世的兒子），率領軍隊二萬五千人，出兵波蘭。與瑞典、哥萨克酋长国結盟，趁著鄰國波蘭面臨大洪水时代，和盟友一同瓜分波蘭，佔領華沙並在波蘭實行恐怖搶掠。7月，被波蘭的大將斯特凡·恰尔涅茨基徹底擊敗，在回國的途中又遇到波蘭盟友克里米亞汗國的阻擋和襲擊。
雖然喬治二世先一步回國，但一萬多人的軍隊卻被克里米亞軍全部俘虜並作為人質，導致國內的巨大混亂。年底，喬治二世名義上的領主鄂圖曼土耳其，聯合其附庸克里米亞汗國進軍特蘭西瓦尼亞並橫掃其國土，歷經半世紀的安寧與富強被徹底打破。土耳其蘇丹的入侵理由，是喬治二世份屬附庸，不該未經其同意就任意對波蘭發動戰爭，所以應當受到嚴厲的處罰。在土耳其的巨大壓力之下，喬治二世一度被貴族議會所廢黜，但不久即復位。1660年，被中興土耳其的科普律宰相家族給擊敗，戰死沙場。特蘭西瓦尼亞被土耳其施予領土喪失和提高附庸金（從之前每年一萬五千金幣提高到五萬）的懲罰。
1661年，繼任統治者约翰·凯梅尼（1661-1662年在位）向奧地利求得援助並宣布斷絕與土耳其的附庸關係，但十二萬以上的土耳其軍很快在隔年揮兵特蘭西瓦尼亞，殺死約翰·凱梅尼，並進攻奧地利所屬的西部匈牙利。
奧地利主帥——拉依蒙多·蒙特库科利，因為獲得德意志諸國與法國派來的援軍，擋住土耳其的大軍並獲得勝利。1664年，奧地利與土耳其簽訂和約，承認土耳其對特蘭西瓦尼亞的宗主權。自此特蘭西瓦尼亞徹底屈從土耳其，議會選出對土耳其唯命是從的統治者邁克爾一世·阿帕費（1662-1690年），並在往後的二十多年中內，承擔著巨額附庸金（每年二十萬金幣）與戰敗賠款。
1672年，匈牙利人開始長達三十多年反抗奧地利的庫科茲起事。
1683年，鄂圖曼帝國在維也納之戰中失敗後，哈布斯堡逐漸在自治的特蘭西凡尼亞實行管治。1687年，奧地利迫使馬札爾貴族放棄過去自由選舉匈牙利国王的權利，讓奧地利哈布斯堡世襲統治。除加強中央管治外，哈布斯堡亦推崇羅馬天主教，作為統一川西凡尼亞的力量，並藉此以減低新教的影響力，甚至希望透過在新教和天主教之間製造衝突來削弱貴族。
1703年，拉科齊起事。在路易十四的支援下，許多馬札爾貴族聯合平民與農奴，對奧地利發起全面反抗，要求恢復外西凡尼亞公國的獨立與信仰自由。當時奧地利正在西面與法國進行西班牙王位繼承戰爭，情勢一度對川西凡尼亞頗為有利。
1704年，法軍在布倫海姆戰役大敗給英、奧聯軍之後，奧地利開始有餘力把軍隊東調去鎮壓川西凡尼亞的叛亂，法國對川西凡尼亞的支援也逐漸停止。1707年，起事軍宣布廢除約瑟夫一世的匈牙利王位。1711年，拉科齊起事被平定，貴族向奧地利投降妥協，外西凡尼亞公國被奧地利取消，改由哈布斯堡派去的總督統治。
1740年，隨著瑪麗亞·特蕾莎的上台與奧地利王位繼承戰爭的開打，匈牙利貴族趁機討價還價地獲得大量的特權與保障，並發揮騎士精神去效忠並捍衛女王的權利。
特蘭西瓦尼亞作為匈牙利王国的一部分，從此與奧地利哈布斯堡更加緊密的相連，地方貴族受到女王絕對主義王權的魅惑與影響，開始移居維也納。1867年，由於奧匈妥協，特蘭西瓦尼亞與匈牙利重新統一。
在奧土十五年戰爭結束後的一百多年中，奧斯曼帝國對瓦拉幾亞的控制進一步增強。
18世紀，鄂圖曼蘇丹甚至將來自希腊的「法納爾」（「法納爾」最初在瓦拉幾亞擔任總督一類的職務）冊封為瓦拉幾亞大公而不是原本統治家族的成員。這一時期的瓦拉幾亞政治腐敗、橫徵暴斂十分普遍，國土飽受戰爭之苦。瓦拉幾亞國內的較低階級波雅爾貴族也愈發衰落，甚至曾發起叛亂。而瓦拉幾亞的宗主國鄂圖曼帝國已度過最輝煌的時代。1683年，在維也納敗給奧地利後開始顯現頹勢，逐步失去在歐洲的領土。
到18世紀時，哈布斯堡已確立統治在原本屬於鄂圖曼帝國的特兰西瓦尼亚。瓦拉幾亞在文化上開始發生轉變，罗马尼亚语開始逐漸取代原本古教會斯拉夫語與希腊语的地位。並遷都到離鄂圖曼帝國邊境更近的貿易中心布加勒斯特。1716-1718年，奧爾特尼亞（小瓦拉幾亞）曾因鄂圖曼帝國對奧地利戰爭的失敗而一度割讓給哈布斯堡。1739年，又歸還給瓦拉幾亞。
從18世紀上半葉開始，東方新崛起的強權俄羅斯開始與衰落中的鄂圖曼帝國爆發矛盾。在俄土之間反覆爆發的衝突中，瓦拉幾亞曾多次被俄羅斯占領。
俄羅斯在俄土戰爭之中的不斷勝利，鄂圖曼帝國不斷丟失領土，並被迫承認俄羅斯的特權。奧斯曼帝國的進一步衰落，列強紛紛在瓦拉幾亞首都布加勒斯特設立領事館。1792年，通過第六次俄土战争爭，俄羅斯在《雅西和约》中獲得瓦拉幾亞與摩爾達維亞兩個大臣職務的提名權，加強在瓦拉幾亞的影響力。
1821年，瓦拉幾亞爆發反法納爾政權起義。雖然起義最後被鎮壓，但因鄂圖曼帝國正苦於與希臘的戰爭，本身已不再支持法納爾的統治。最後，奧斯曼在1822年決定冊封瓦拉幾亞的本地貴族格里戈雷·吉卡四世為瓦拉幾亞大公，瓦拉幾亞的「法納爾」時代宣告落幕。
1826年，鄂圖曼與俄羅斯達成協議，瓦拉幾亞的貴族可以選出大公，但選舉結果需要得到鄂圖曼與俄羅斯的批准。1827年與1828年，支持希臘獨立的俄羅斯兩次對鄂圖曼帝國宣戰，俄羅斯擊敗鄂圖曼帝國。1828年，俄軍先後占領瓦拉幾亞公國與摩爾達維亞公國。1829年，根據《阿德里安堡條約》，鄂圖曼帝國不得不承認瓦拉幾亞與摩爾達維亞的自治權，並終止在這兩國的經濟壟斷，瓦拉幾亞與摩爾達維亞轉而成為俄羅斯的保护国。1829年，俄羅斯為維持瓦拉幾亞的秩序，草擬稱為「組織條例」（羅馬尼亞語：Regulamentul Organic）的憲法性文件。根據這份文件，瓦拉幾亞的君主都由貴族、教士，以及資產階級組成的大會選出並終身任職。摩爾達維亞也實行類似的制度。改革使瓦拉幾亞與摩爾達維亞的政治制度開始趨同，為後來的統一奠定基礎。在俄羅斯的影響下，瓦拉幾亞也進行一些其他的改革，包括重建軍隊、改革稅制，以及改善布加勒斯特等城市的基礎設施。

#### 革命
1848年，瓦拉幾亞與摩爾達維亞爆發革命。革命者要求修訂組織條例並提出一系列訴求。革命者一度成功建立起一個跨瓦拉幾亞與摩爾達維亞的聯合臨時政府，但這場革命最後在俄羅斯與鄂圖曼帝國的武力鎮壓下以失敗告終。
1853年，俄羅斯與鄂圖曼帝國之間戰火再起，是為克里米亚战争。英法等西歐列強選擇站在鄂圖曼帝國一邊。1854年，在奧地利的要求下，俄軍從瓦拉幾亞與摩爾達維亞撤出。俄軍撤退後，奧地利軍隊立即占領摩爾達維亞與瓦拉幾亞。此後，戰爭重心轉移到克里米亚半岛。克里米亞戰爭以俄羅斯失敗告終。克里米亞戰爭後，法國鼓吹兩個君主制公國瓦拉幾亞公國與摩達維亞公國合併，阻止俄羅斯帝國南下。在克里米亚战争中失敗後，根據《巴黎條約》，瓦拉幾亞與摩爾達維亞不再是俄羅斯的保護國，而是接受勝利方列強的「聯合保護」。鄂圖曼帝國雖然仍然名義上擁有瓦拉幾亞與摩爾達維亞的宗主權，但需要給予高度自治的權利。瓦拉幾亞與摩爾達維亞雖然名義上仍承認鄂圖曼帝國的宗主權，但實際上已擁有高度自治權。《巴黎條約》後，在西歐列強的壓力下，鄂圖曼帝國被迫同意讓摩爾達維亞與瓦拉幾亞進行有關兩國聯合的公投。兩國都以高票數同意聯合的動議。
1859年1月24日，亚历山德鲁·约安·库扎當選為瓦拉幾亞親王和摩爾多瓦親王，將瓦拉幾亞公國與摩達維亞公國合併，改稱為聯合公國，附屬於鄂圖曼帝國。
1861年，正式宣布羅馬尼亞統一，稱為羅馬尼亞聯合公國。庫扎發起農民解放和全國鄉村改革，是羅馬尼亞社會現代化和國家機構的設計師。沒收修道院的大片地產，實施土地改革，一方面給予農民土地所有權，一方面豁免徭役和什一稅。推行普遍義務教育，修建學校，創立貧苦學生獎學金制度。實行選舉和司法制度的改革，採用基於拿破仑法典的刑法和民法，並改組國家機構。創立雅西大学(1860年)和布加勒斯特大学(1864年)，並幫助發展現代化羅馬尼亞軍隊，也是羅馬尼亞海軍的創始人。政策引起地主和中產階級的不滿，反對土地改革法案，隨着金融危機，以及情婦塔爾久-奧布雷諾維茨的醜聞，民眾的不滿情緒最終導致政變。1866年2月22日，被保守派和自由派逼迫退位，流亡國外。

## 獨立羅馬尼亞王國
1866年4月，霍亨索伦王朝的卡罗尔被推選為羅馬尼亞親王(Domnitor)。1866年5月22日（舊曆5月10日），卡羅爾一世即位。新憲法生效，改稱為羅馬尼亞。
戰爭為羅馬尼亞提供完全獨立的機會，儘管羅馬尼亞從未像其它巴爾幹國家被奧斯曼帝國直接統治，羅馬尼亞仍將此戰視爲獨立戰爭。
1877年5月9日，議會宣布正式從奧斯曼帝國獲得獨立。1878年，南比薩拉比亞隸屬俄羅斯帝國。1881年3月26日（舊曆3月14日），卡羅爾一世與議會宣布成立羅馬尼亞王國。
羅馬尼亞王國在第一次巴爾幹戰爭中持中立態度。在第二次巴爾幹戰爭中對保加利亞宣戰，獲得南多布羅加。

## 第一次世界大戰
1914年8月，第一次世界大战爆发。1914年10月14日，斐迪南一世即位，儘管斐迪南一世是霍亨索倫家族成員，罗马尼亚仍宣布中立，拒絕加入同盟國。
1916年8月，在协约国的压力下（尤其是法国希望开辟新的战线），羅馬尼亞與協約國簽署軍事協定，加入承認羅馬尼亞對特蘭西瓦尼亞的主權的协约国。8月27日，羅馬尼亞向同盟國宣戰，軍隊越過喀爾巴阡山脈進軍特蘭西瓦尼亞，迫使同盟國在另一條前線作戰。9月，一支德國-保加利亞反擊部隊在杜布魯亞（Dobruja）和喀爾巴阡山內活動，將羅馬尼亞軍隊在10月中旬趕回國內，並最終攻陷布加勒斯特。
1918年2月6日（舊曆1月24日），南比薩拉比亞宣布獨立，稱摩爾達維亞民主共和國。3月3日，俄羅斯簽署布列斯特-立陶夫斯克條約，退出戰爭，羅馬尼亞在東歐孤軍奮戰。4月9日（舊曆3月27日），摩爾達維亞民主共和國與羅馬尼亞合併。5月，羅馬尼亞開始與德國商談和平條約。羅馬尼亞不承認布加勒斯特和約，10月，政府公開抨擊，並重新加入戰爭，軍隊推進到特蘭西瓦尼亞的穆列什河。年中，同盟國敗退，奧匈帝國開始分裂。特蘭西瓦尼亞的國家黨聚會並起草一份協議，調用特蘭西瓦尼亞的羅馬尼亞人的自決權，宣布特蘭西瓦尼亞和羅馬尼亞合併。11月，羅馬尼亞民族中央委員會代表所有在特蘭西瓦尼亞的羅馬尼亞人通告布達佩斯政府，它們已經接管特蘭西瓦尼亞的23個郡的全境和3個其它郡的部分。12月1日，在阿爾巴尤利亞舉行的大規模集會通過決議，號召所有羅馬尼亞人統一。特蘭西瓦尼亞的德國人民族委員會和巴納特的多瑙斯瓦比亞人委員會通過這項公告。22日，克魯日的匈牙利大會重新確認特蘭西瓦尼亞的匈牙利人對於匈牙利的忠心作為回應。12月，羅馬尼亞軍隊駐紮在穆列什河，在徵求凡爾賽集團意見之後，以保護在特蘭西瓦尼亞的羅馬尼亞人為由，越過邊境區域直達克魯日，進駐西格海特。
布尔什维克試圖散播十月革命，令該區域的暴力日益升溫，1919年2月，羅馬尼亞和匈牙利建立中立區。3月，宣布獨立的匈牙利共和國首相辭職，拒絕承認將特蘭西瓦尼亞置於羅馬尼亞統治下的《凡爾賽條約》。庫恩·貝拉領導的匈牙利共產黨掌權，宣布成立匈牙利蘇維埃共和國。在承諾匈牙利將重新獲得在奧匈帝國統治下的領土之後，匈牙利蘇維埃共和國向捷克斯洛伐克和羅馬尼亞宣戰。4月，匈牙利軍隊沿索梅什河和穆列什河開始進攻特蘭西瓦尼亞。5月，羅馬尼亞反擊部隊推進至提薩河後突然停止。7月，匈牙利武裝長驅直入羅馬尼亞邊境60公里。8月，羅馬尼亞軍隊反攻占領布達佩斯，匈牙利蘇維埃共和國滅亡。
1919年10月至1920年3月，羅馬尼亞軍隊陸續撤出。

## 大罗马尼亚（1918-1940）
在第一次世界大戰之後，領土進一步擴張到瓦拉几亞、布科維納與比薩拉比亞。1919年6月正式簽署的《凡爾賽條約》，承認罗马尼亚對於特蘭西瓦尼亞的主權。
1920年6月4日，根據特里亞農條約 ，獲得特蘭西瓦尼亞，實現大羅馬尼亞的構想。《聖日耳曼條約》和《特里亞農條約》進一步描述特蘭西瓦尼亞的地位，確定匈牙利和羅馬尼亞兩國的邊界。1922年，斐迪南一世和王后瑪麗亞在阿爾巴尤利亞加冕。
1927年7月20日，斐迪南一世因癌症逝世，米哈伊一世即位。這導致政治不穩定，次年，農業經濟的困難開始惡化，國家自由黨因此敗給國家農民黨，但是國家農民黨的應對不利而很快失去民心；1930年6月8日，曾經宣佈廢棄王位的卡羅爾二世食言，發動一場不流血政變逼迫米哈伊一世退位，自行即位；接下來幾年該國面臨嚴重經濟困難導致激烈反猶的暴力法西斯運動興起。

## 第二次世界大战
1940年6月28日，苏联占领比萨拉比亚和北布科维纳，該地區成為今日的摩爾多瓦（拉丁語中的摩達維亞）與烏克蘭加利西亞一小部分。1940年8月30日，在納粹德國通過《第二次維也納仲裁裁決》的壓力下，被迫割讓北特蘭西瓦尼亞劃給匈牙利王國。1940年9月6日，卡羅爾二世對領土喪失的不作為引起民眾的強烈不滿，被迫退位，米哈伊一世再次即位。9月7日，根據克拉约瓦条约，割讓南多布羅加給保加利亞。1940年11月23日，揚·安東內斯庫政權加入軸心國。1941年6月22日，蘇德戰爭爆發，羅馬尼亞加入戰爭，軍隊跟隨德國南方集團軍。10月，收復1940年被蘇聯拿走的領土，獲得摩爾多瓦、烏克蘭西部，並於敖德薩圍城戰打敗蘇軍並佔領海港城市敖德薩。
12月12日，日本偷襲珍珠港的5日後，羅馬尼亞對美國宣戰。羅馬尼亞亦在克里米亞戰役協助德軍，但是在斯大林格勒戰役中，羅馬尼亞軍傷亡慘重。
1944年，德國在東線失利，蘇軍反攻，並在雅西-奇西瑙行動佔領布加勒斯特。8月23日，米哈伊一世與羅馬尼亞共產黨發動武裝起義，推翻安東內斯庫政權，羅馬尼亞投降轉而加入同盟國。
戰後，苏联成為羅馬尼亞盟軍的唯一代表。1945年3月6日，蘇聯協助成立一個以格羅查總理為首的親蘇联合政府，成立初期成員中也包括一些曾在戰前取締共產黨的領導人。在數次示威後，共產黨逐漸掌握政府。在蘇聯的強力影響之下，建立起蘇聯式社會主義政權。1946年6月1日，安東內斯庫被處決。根據《巴黎和約》，廢除《維也納仲裁裁決》，北特蘭西瓦尼亞的疆域歸還羅馬尼亞，二戰後羅馬尼亞與匈牙利的邊界與1920年測定的一致。

## 共产主义时代（1947－1989年）
1947年12月30日，米哈伊一世迫於壓力退位並流亡海外移居瑞士，隨後羅馬尼亞共產黨中央委員會總書記格奧爾基·喬治烏-德治宣布成立羅馬尼亞人民共和國。
1948年2月，羅馬尼亞共產黨與社會民主黨合併，成立羅馬尼亞工人黨，成為羅馬尼亞唯一執政黨。1948年6月11日，所有銀行和大型企業都被國有化。
1958年，說服蘇聯政府撤走所有蘇聯軍隊。
1965年3月，羅馬尼亞最高領導人喬治烏·德治病逝。1965年，尼古拉·齐奥塞斯库成為罗马尼亚共产党中央委员会总书记並通過新憲法，將國名更改為羅馬尼亞社會主義共和國，黨名也改為罗马尼亚共产党。
1967年，兼任羅馬尼亞社會主義共和國國務委員會主席。齊奧塞斯庫當政時期，羅馬尼亞在政治和外交上刻意和蘇聯保持距離，但其自主權（特別是經濟上的）相當有限。1968年，蘇聯入侵捷克斯洛伐克，齊奧塞斯庫對蘇聯的譴責使他在國內和西方獲得一些認可。
1974年，齊奧塞斯庫成為新設的羅馬尼亞總統，且擁有直接頒布法律、任免閣員的大權。此後齊奧塞斯庫一人兼任總書記、總統、國防委員會主席、武裝部隊最高統帥、愛國衛隊總司令、經濟和社會發展最高委員會主席等黨政軍最高職務，成為羅馬尼亞一切的主宰。通過外債拉動的經濟增長和大量的政治壓迫，最終導致革命爆發。
1977年，羅馬尼亞發生地震。羅馬尼亞領導人齐奥塞斯库取消正在尼日利亞進行的正式訪問，並宣布緊急狀態。此次地震給齊奧塞斯庫按照自己意願重建首都的機會。地震發生後，政府開始實行更為嚴格的建築標準。1982年，開始在布加勒斯特的大規模拆遷，並一直持續到1991年，但造成大量珍貴的文物古蹟的損毀。1983年8月23日，開始第一次彩色電視訊號發射。1984年，彩色電視節目所占比例為20%，1989年，上升到80%。
1989年12月22日，爆發革命，齊奧塞斯庫政权被推翻，結束其長達24年的統治。12月25日，齊奧塞斯庫夫婦被祕密槍決。政府在處決後立即宣布废死。

## 現代（1989至今）

罗马尼亚国旗

### 羅馬尼亞（1989至今）
羅馬尼亞救國陣線委員會接管国家一切权力，将国名改为罗马尼亚。新的民選政府開始逐漸修改路線，成為社會民主主義國家。
羅馬尼亞救國陣線政府其後實現民主化、多黨制及有公民提名的選舉，同時新的羅馬尼亞國徽於1992年啟用，取代共產主義的紅星標誌。自此羅馬尼亞已逐漸擺脫共產主義時期的独裁、經濟落後及不民主的社會。
2004年3月29日，加入北约。
11月28日，举行总统选举，阿德里安·讷斯塔塞和特拉扬·伯塞斯库进入第二轮。12月12日，举行第二轮投票，伯塞斯库当选。
2007年1月1日，正式加入欧盟。
2月28日，社會民主黨以伯塞斯庫有違憲行為為由正式提出彈劾總統案。4月19日，議會以絕對多數通過彈劾總統議案。彈劾案次日獲得憲法法院確認後，總統伯塞斯庫隨即被停職一個月，參議院議長尼古拉·沃克罗尤出任臨時總統。4月20日，宪法法院对尼古拉·沃克罗尤出任临时总统的资格予以确认，接替因议会通过弹劾议案而停职的伯塞斯库。5月19日，議會就弹劾案举行全民公决，投票率為44.02%，贊成為24.9%，反對為74.32%。弹劾案未获通过，伯塞斯库复职。
2009年12月9日，羅馬尼亞中央選舉辦公室定於公佈總統選舉第二輪投票最終結果，預計得到羅馬尼亞民主自由黨支援的現總統伯塞斯庫以50.33%的微弱多數戰勝社會民主黨主席傑瓦訥，獲得連任。伯塞斯庫和傑瓦訥的得票率太接近，而社民黨又聲稱本次大選存在舞弊行為，這導致選舉結果被蒙上「缺乏合法性」的陰影。
2012年7月6日，社會自由聯盟在議會提出總統彈劾議案，理由是總統伯塞斯庫越權行使總理職權，議會通過彈劾議案。按照憲法規定，伯塞斯庫被停職，參議院議長克林·安东内斯库出任臨時總統。一個月內，全民公決將決定總統的職位去留。7月29日，全民公投由於投票率未過半，選舉委員會宣布此次彈劾失敗。
基督教自由聯盟（民主基督聯盟）候選人、錫比烏市長克勞斯·約翰尼斯以54.50%的得票率當選總統。